# أيام القاهرة السينمائية
أيام القاهرة السينمائية، هو مهرجان سينمائي مصري للأفلام العربية، أنشأته زاوية عام 2017، ويعتبر المهرجان الأول من نوعه الذي تنشئه وتنظمه سينما زاوية بالقاهرة بغرض فتح نافذة أمام الجمهور المصري للاطلاع على ما يدور في الساحات السينمائية العربية المستقلة. كما يفتح المهرجان نافذةً جديدة أمام مختلف الجماهير في العديد من المدن المصرية ويمنحهم فرصةً على حد وصف النقاد لمعرفة ما يدور بالساحات السينمائية المعاصرة في كلٍ من: لبنان وسوريا وفلسطين وتونس والمغرب والجزائر والأردن، بالإضافة إلى ما أنتجته السينما المحلية. ومحاولة النقد والنقاش لتطوير مهارات القائمين على صناعة الأفلام داخل هذه البلاد.
تعتبر أغلبية أفلام مهرجان أيام القاهرة السينمائية أفلامًا دولية وعالمية؛ نظرًا لترشيحها أو حصولها على جوائز قبل عرضها في هذا المهرجان، بالتالي يعتبر المهرجان ملتقى مهمًا للمهتمين بصناعة السينما ومشاهدتها من مختلف البلدان العربية.

## الدورة الأولى
انطلقت بسينما زاوية في وسط البلد، فعاليات الدورة الأولى من مهرجان أيام القاهرة السينمائية، وذلك خلال الفترة من 9 إلى 16 مايو 2017، بحضور عدد كبير من النقاد الفنيين وصانعي الأفلام من مختلف أنحاء العالم في صالات عرض سينما زاوية بالقاهرة والإسكندرية والإسماعيلية وبور سعيد. وبمشاركة العديد من الدول العربية، حيث تم عرض مجموعة متنوعة من الأفلام الروائية، والتسجيلية، والقصيرة التي نالت استحسان النقاد والجمهور في العديد من المهرجانات العربية والدولية، كما ضم المهرجان عروضًا لأعمال شكلت ذاكرة السينما العربية.

## الدورة الثانية
انطلقت بسينما زاوية في وسط البلد، فعاليات الدورة الثانية من مهرجان أيام القاهرة السينمائية، وذلك خلال الفترة من 23 إلى 30 أبريل 2018. الأفلام المختارة في هذه الدورة من مصر، لبنان، سوريا، المغرب، فلسطين، وبلدان عربية أخرى.

## الدورة الثالثة
انطلقت بسينما زاوية في وسط البلد، فعاليات الدورة الثالثة من مهرجان أيام القاهرة السينمائية، وذلك خلال الفترة من 10 إلى 16 أبريل 2019. شارك في الدورة 33 فيلمًا من أنحاء الوطن العربي، و11 فيلمًا روائي، و10 أفلام وثائقية، و4 أفلام قصيرة، إضافة إلى 3 أفلام تكريمًا للمخرج الراحل أسامة فوزي، وهي: “عفاريت الأسفلت”، “جنة الشياطين” و”بحب السيما”، بالإضافة إلى عرض 3 أفلام ضمن قسم “لقاءات سينمائية” الذي دار ذلك العام حول أحمد الغنيمي، وهي: “بحري”، “الكهف” و”جزر طرابلس”.

## الدورة الرابعة
انطلقت بسينما زاوية في وسط البلد، فعاليات الدورة الرابعة من مهرجان أيام القاهرة السينمائية، وذلك خلال الفترة من 4 إلى 30 مارس 2020. حيث عرض خلال هذه الدورة 15 فيلماً من عدة دول عربية. وضم المهرجان ذلك العام 15 فيلمًا من أهم الإنتاجات الحديثة من السودان، فلسطين، الجزائر، المغرب، تونس، لبنان، سوريا، والسعودية.